# Ganapatjowie
Ganapatjowie (dewanagari गाणपत्य, trb. gāṇapatya, trl. ganapatja) – wyznawcy przynależący do tradycji religijnej w hinduizmie (zwanej Ganapatisampradaja lub Ganapatipanth), ukierunkowanej na boga o imieniu Ganapati (czyli Ganeśa) jako najwyższą istotę i praprzyczynę.
Współcześnie ganapatijowie dzielą się na sześć nurtów:
1. Mahaganapatjowie
2. Uććhisztaganapatjowie
3. Harindraganapatjowie
4. Nawamitaganapatjowie
5. Swarnaganapatjowie
6. Santanganapatjowie.